# Nemoura cercispinosa
Nemoura cercispinosa är en bäcksländeart som beskrevs av Kawai 1960. Nemoura cercispinosa ingår i släktet Nemoura och familjen kryssbäcksländor. Inga underarter finns listade i Catalogue of Life.